# Hohe Tauern
Hohe Tauern är en bergsregion i Österrike som ingår i Alperna. Huvudkedjan är ca 150 km lång och når en höjd upp till 3 798 meter över havet. Hohe Tauern ligger inom delar av förbundsländerna Salzburg, Kärnten och Tyrolen.
I regionens centrum ligger nationalparken Hohe Tauern som inrättades 1981. Här bedriver man turism i liten skala samt jord- och skogsbruk vid nationalparkens kant. Utanför parken finns även några vattenkraftverk. I dalgångarna hittar man högmossar, glaciärer och sjöar.

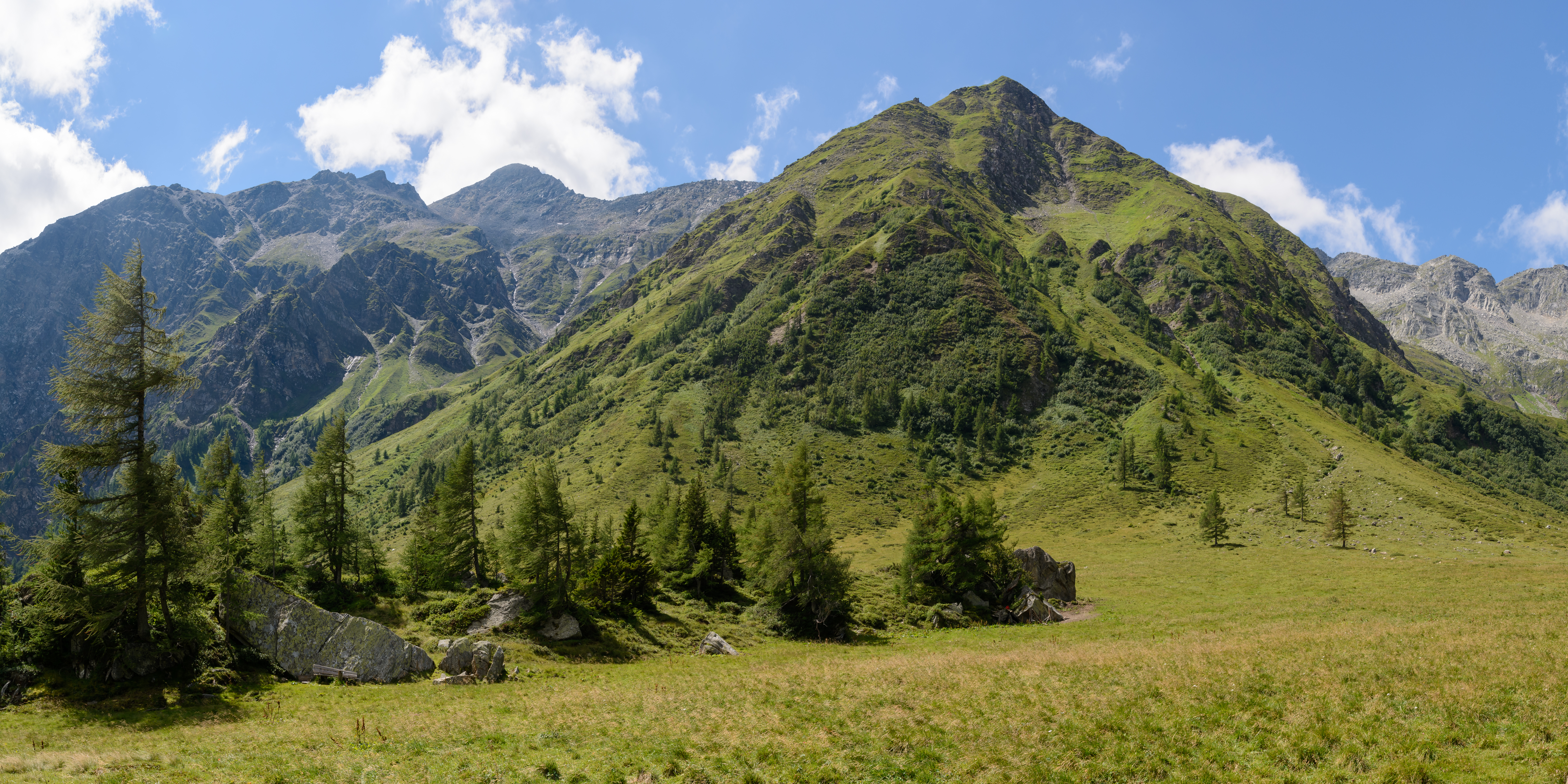
Berget Zedelnig i nationalparken
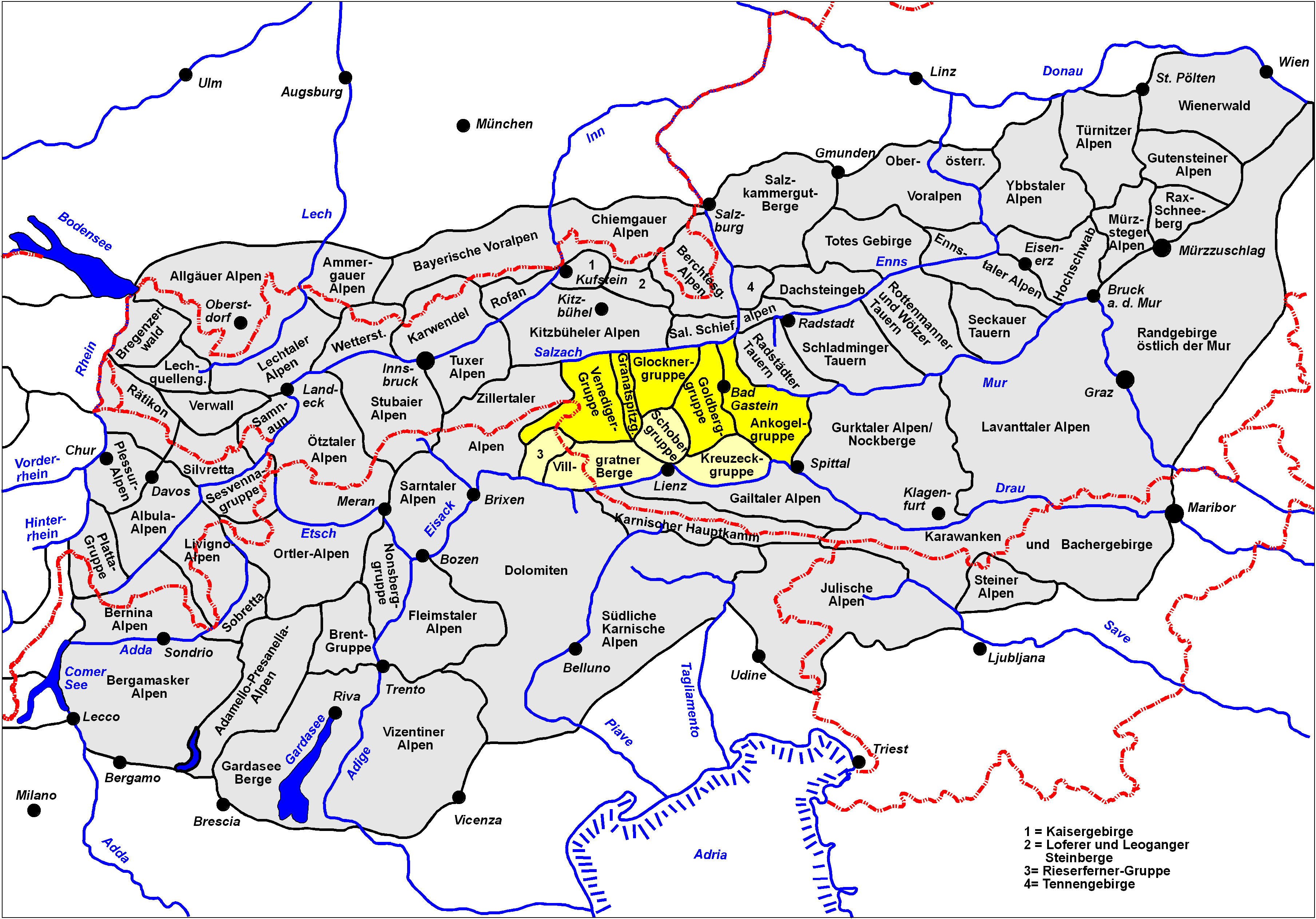
Karta över Alperna med Hohe Tauern i gult